# Ми-28Н
Мил Ми-28Н е руски хеликоптер, предназначен за борба с бронетанковата техника на противника. Освен това хеликоптерът може да се използва за унищожаване на въздушни цели, близка въздушна поддръжка на Сухопътните войски, съпровождане на десантно-транспортни хеликоптери, унищожаване на въздушни цели и редица други второстепенни задачи. Машината е създадена на базата на хеликоптера Ми-28. Съгласно класификацията на НАТО машината получава обозначение Havoc.

## История
Хеликоптерът Ми-28 е създаден от КБ „Мил“ на базата на Ми-28. Първият прототип е произведен в средата на август 1996 г. и извършва първия си полет на 14 ноември същата година. Летателните изпитания продължават до средата на 1999 г.
В стремежа си напълно да се използва създадената технологична организация за производството на базовия модел Ми-28, конструкторите на новия вертолет решават да не променят планера на машината, системите за управление, въоръжението, активната и пасивната защити.
Промени са направени в силовата установка, носещата система и бордовото радиоелектронно оборудване.

## Устройство
Хеликоптерът има идентично устройство с това на базовата машина Ми-28. Единствената разлика е монтирането на нов главен редуктор с цел предаване на по-голяма мощност на носещия винт. Новият редуктор е разработен в Аавиационно обединение „Пермски мотори“.

## Въоръжение
Въоръжението на Ми-28H като цяло е идентично с това на Ми-28 и включва 30 мм оръдие 2А42 с голяма начална скорост на снаряда и скорострелност 900 изстр/мин. (по въздушни цели) и 300 изстр/мин. (по наземни цели). Боекомплектът се състои от 300 снаряда, разположени в два сандъка. Оръдейната установка е монтирана под фюзелажа и може да се завърта в хоризонталната плоскост на ± 100°, а във вертикалната плоскост от +30° до -40°. Свързано е синхронно с прицела и има същата подвижност като него. Оръдието се управлява от кабината на щурмана-оператор на въоръжението, а НУР и от двете кабини. В рамките на визуалната видимост, пилотът може да управлява ракетното въоръжение и оръдието, без да използва увеличаваща оптика, чрез нашлемна система за прицелване.
На четири пилоните под крилата могат да бъдат монтирани различни типове въоръжение:
- 16 бр. ПТУР „Щурм“ с радиокомандна система за управление или
- 16 бр. ПТУР „Атака-В“ с радиолкокационна система за управление.
- 8 бр. УР „Вихрь“ клас „въздух-въздух“ със самонасочваща се бойна глава.
- 2 блока 57 мм НУР С-8 или
- 2 блока 80 мм НУР С-13 или
- 2 блока 130 мм НУР С-24.
- 2 контейнери с 30 мм гранатохвъргачки.
- 2 контейнери с 23 мм двуцевни оръдия ГШ-23
- бомби с калибър до 500 кг.
- контейнери със запалителна смес.
- универсални хеликоптерни резервоари.
- система за миниране от въздуха.

## Радиоелектронно оборудване
Именно радиоелектронното оборудване монтирано на новия хеликоптер позволява за него да се говори като за нова бойна машина.
На машината е монтиран напълно нов комплекс радиоелектронно оборудване, обединяващ три основни компонента – обзорно-прицелна, пилотажна и навиагационна системи, разработени в Раменското приборно КБ. Новият комплекс обезпечава изпълнението на бойни задачи при всякакви метеорологични условия и по всяко време на денонощието, на пределно ниски височини със следване на извивките на местността в автоматичен режим. Апаратурата позволява осъществяването на търсене, откриване и разпознаване на целите, водене на бой в група с автоматично разпределяне на целите между хеликоптерите и въздушните и наземни командни пунктове.
В състава на комплекса радиоелектронно оборудване освен трите основни системи са включени и някои допълнителни подсистеми:
- РЛС „Арбалет“ монтиран в обтекател над втулката на носещия винт. РЛС се изплозва за събиране на информация за препятствията по маршрута на движение.
- система за наблюдение в инфрачервения спектър на светлината.
- система за картографска информация. Използва се за генериране на триизмерно изображение на участъци от местността и показване на местоположението и координатите на машината.

## Оператори
- Русия
  - Военновъздушни сили на Руската федерация – 59